# Ligne sacrée de saint Michel

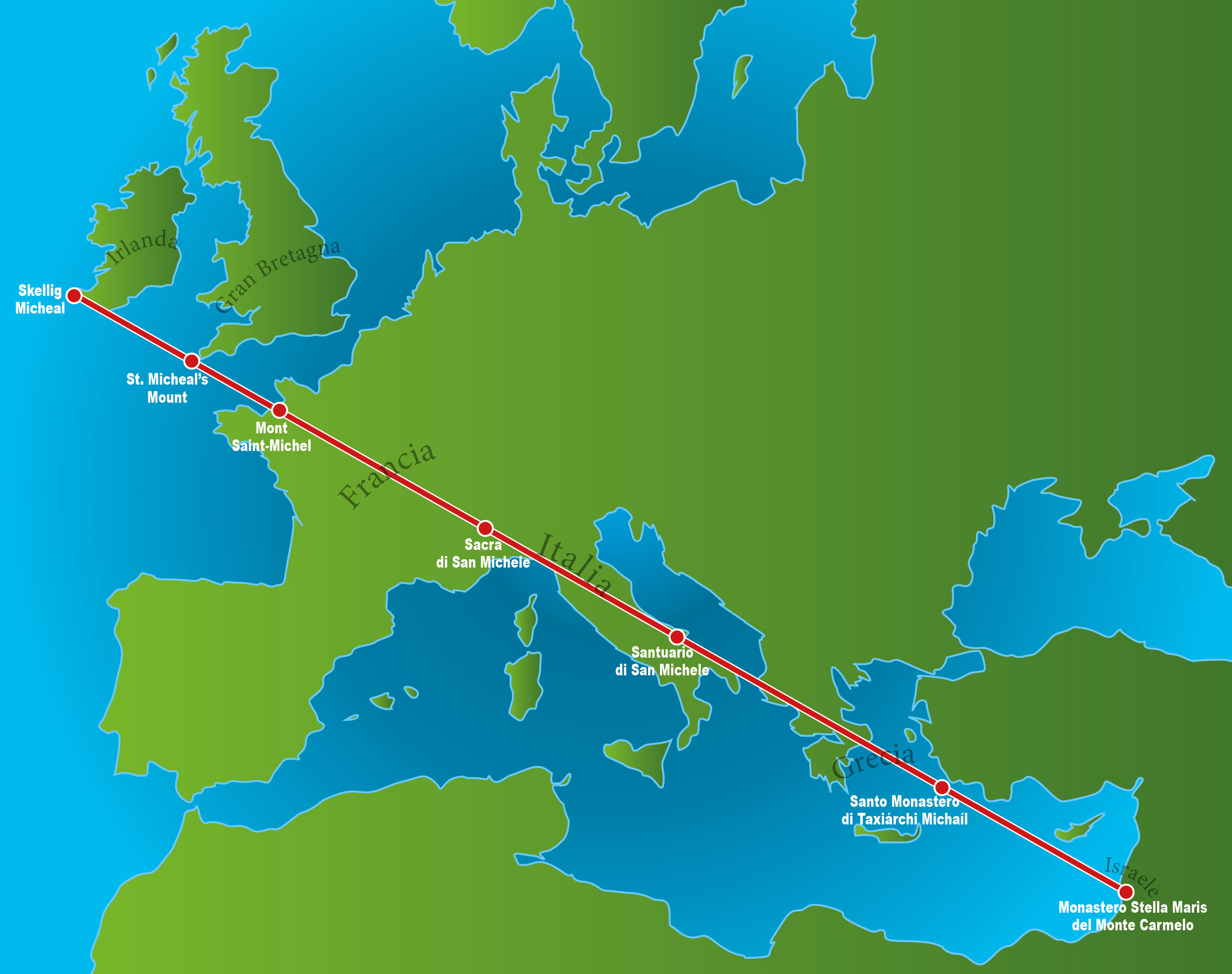
Représentation de la ligne sur une carte.

La ligne sacrée de saint Michel, aussi connue sous le nom d'épée de l'archange saint Michel, est une ligne imaginaire soulignant l'alignement d'un total de sept sites chrétiens dédiés à l'archange Michel.

## Description

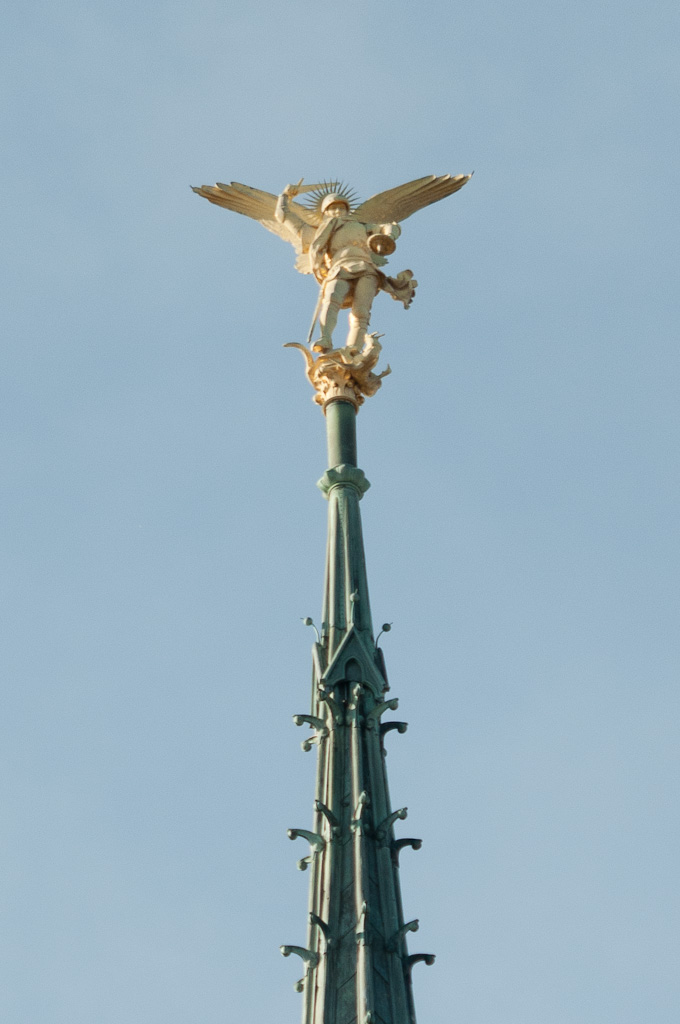
Statue de l'archange Michel au sommet de la flèche de l'abbaye du Mont Saint-Michel.

Cette ligne est composée d'abbayes, de sanctuaires ou encore de monastères liés à la religion chrétienne,. L'alignement a pour départ l'île irlandaise de Skellig Michael, — qui abritait au Moyen Âge un petit monastère chrétien — puis passe par différents pays sur le continent européen avant de terminer sa course en Terre sainte sur le monastère Stella Maris, situé sur les pentes du mont Carmel en Israël,.
Éloignés les uns des autres, les sites suivent un alignement.
L'ensemble de ces sites sont dédiés à Michel, l'un des sept archanges majeurs du christianisme.
- Irlande - Skellig Michael - 51° 46′ 00″ N, 10° 32′ 00″ O
- Royaume-Uni - St Michael's Mount - 50° 06′ 58″ N, 5° 28′ 38″ O
- France - Abbaye du Mont-Saint-Michel - 48° 38′ 10″ N, 1° 30′ 41″ O
- Italie - Abbaye Saint-Michel-de-la-Cluse  - 45° 05′ 53″ N, 7° 20′ 37″ E
- Italie - Sanctuaire Saint-Michel-Archange - 41° 42′ 28″ N, 15° 57′ 17″ E
- Grèce - Monastère de l'Archange Michel de Panormitis - 36° 32′ 54″ N, 27° 50′ 47″ E
- Israël - Monastère Stella Maris  - 32° 49′ 38″ N, 34° 58′ 12″ E

La première mention de la ligne date du début du IXe siècle, dans un texte de la Revelatio ecclesiae sancti Michaelis, rédigé par un chanoine du Mont-Saint-Michel.

## Interprétations
La ligne sacrée de saint Michel représente le coup que l'archange asséna au diable avec son épée afin de le renvoyer en enfer. À travers cette ligne, on rappelle que les fidèles sont censés être justes en marchant sur le droit chemin. D'un point de vue scientifique, comme pour les autres alignements de sites, aucune preuve n'indique que l'alignement était planifié et significatif[réf. souhaitée]. De plus, il apparaît que les localisations des différents sites ne coïncident pas parfaitement avec la ligne imaginaire tracée entre le premier et le dernier édifice, celles-ci pouvant s'en éloigner de plusieurs dizaines de kilomètres.

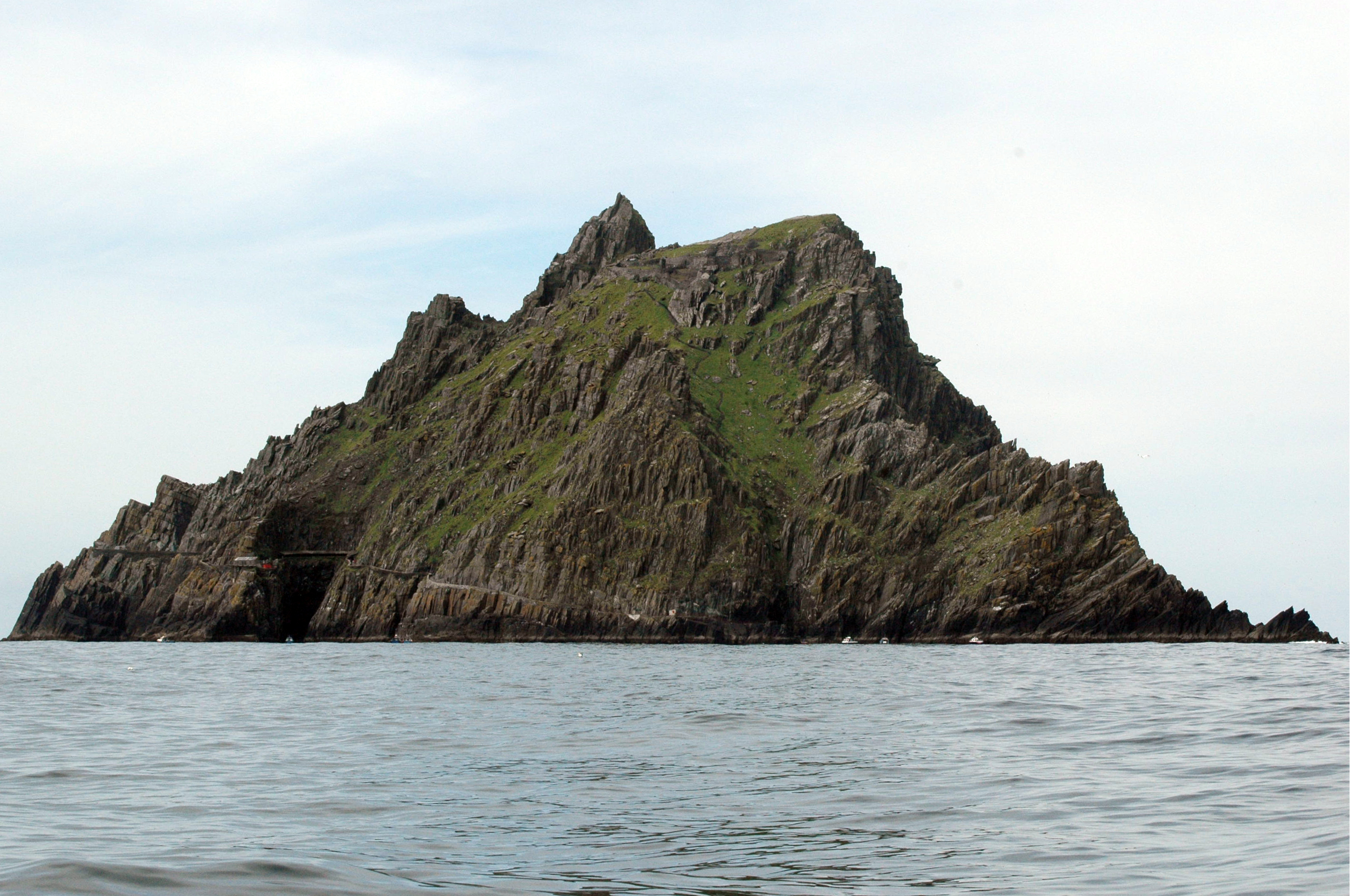
L'île Skellig Michael.
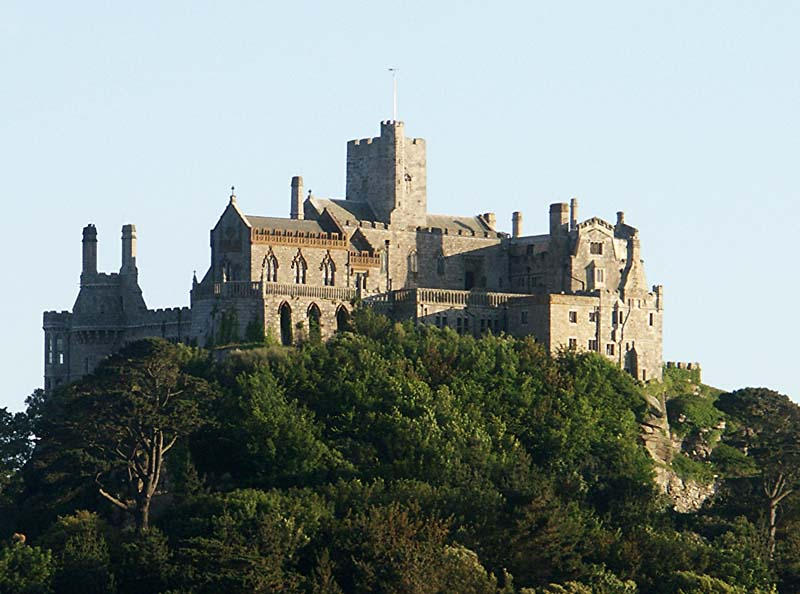
Château du St Michael's Mount.
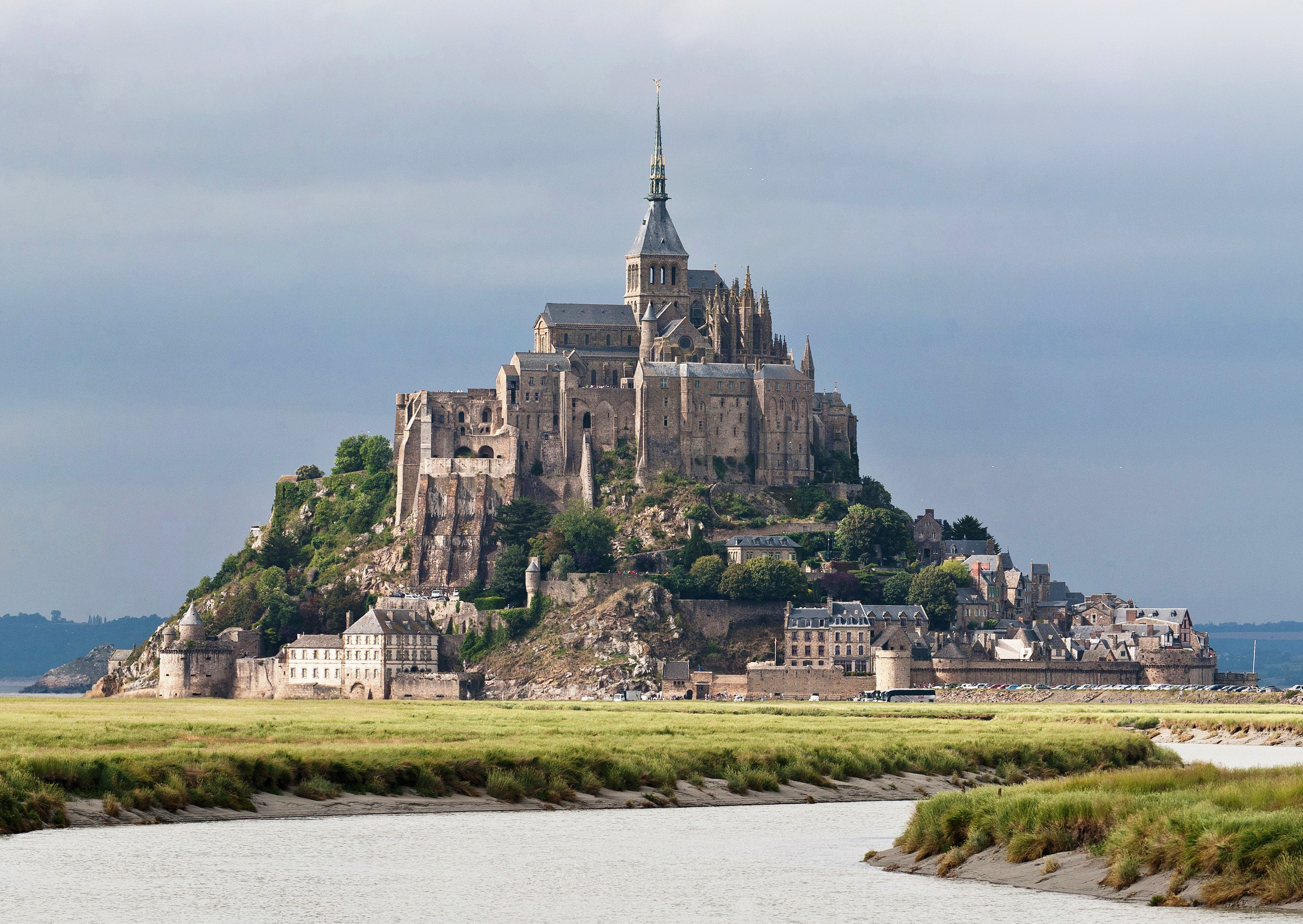
Le Mont-Saint-Michel.
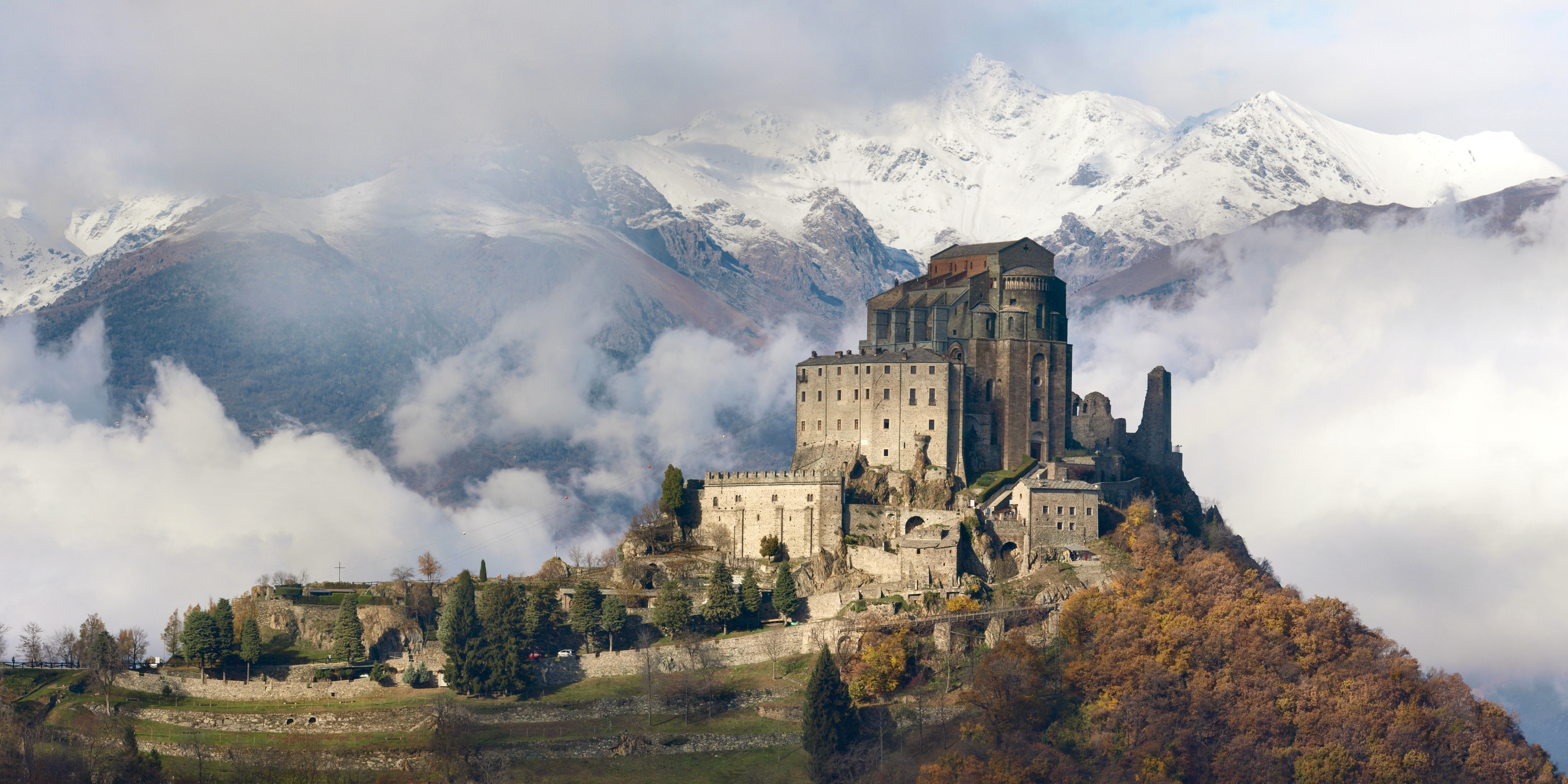
Abbaye Saint-Michel-de-la-Cluse.
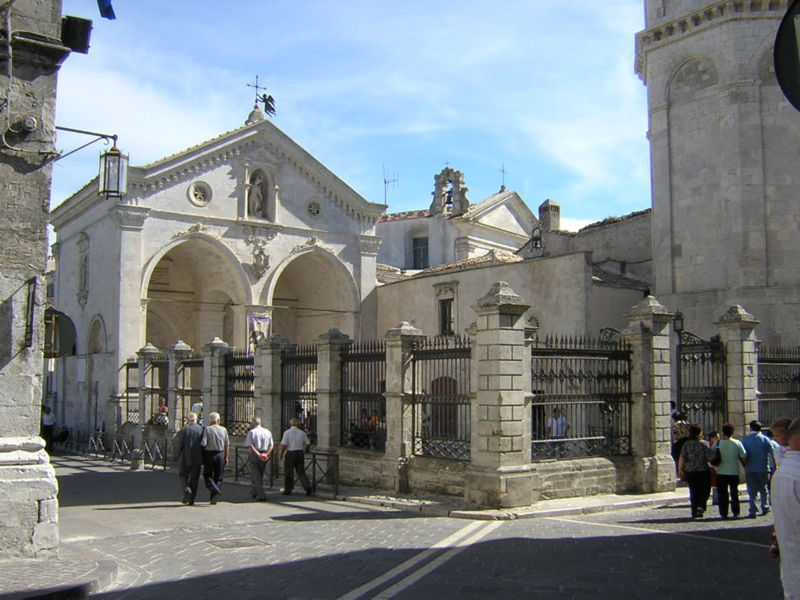
Sanctuaire Saint-Michel-Archange.
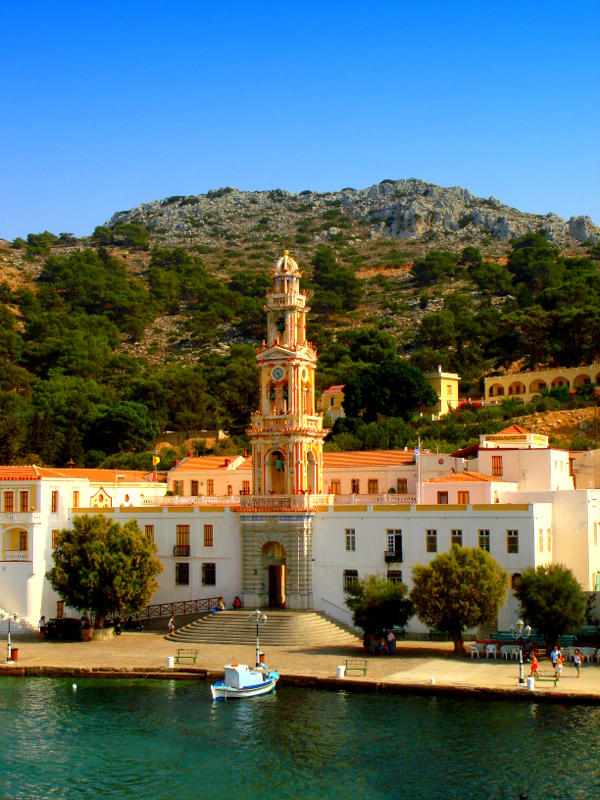
Monastère de Panormitis.
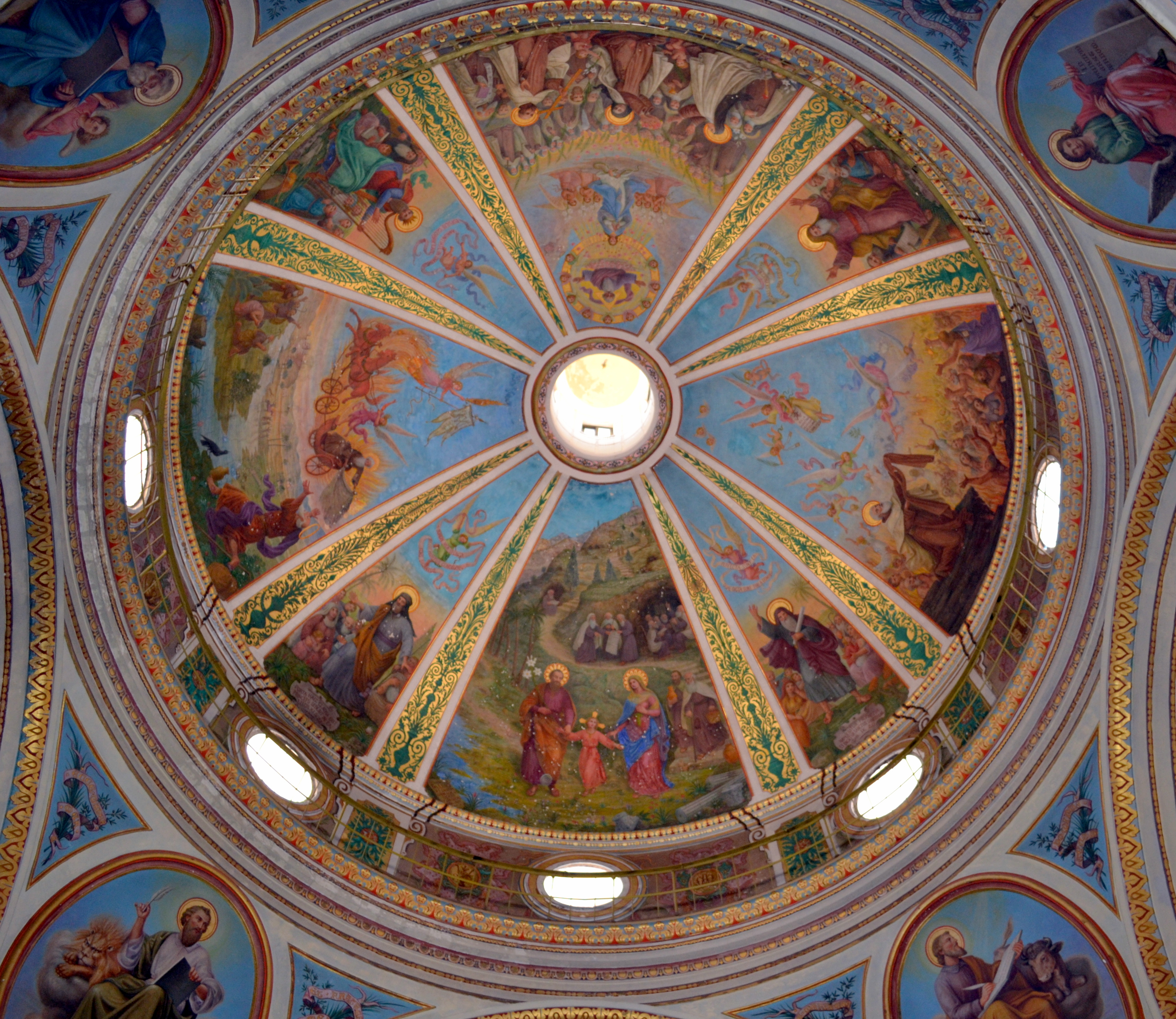
Dôme du Monastère Stella Maris.